# Erogena zona
Erogena zona dio je tijela koji je seksualno nadražljiv. Ovisno o pojedinim podložnostima, zone mogu varirati kod pojedinca na raznim područjima.
Erogene zone mogu se podijeliti na tri skupine:
- arhaičke erogene zone, nalaze se daleko od spolnih organa, ali su vrlo osjetljive na dodir,
- primarne erogene zone – zapravo genitalije,
- sekundarne erogene zone.